# Juan de la Hoz y Mota
Juan Claudio de la Hoz y Mota (Madrid, 1622-ib. 1714), dramaturgo español perteneciente a la escuela de Calderón de la Barca.

## Biografía
Hijo de un regidor y procurador por Burgos, nació cuando su familia estaba en Madrid y en 1645 sucedió a su padre como regidor, alternando este cargo perpetuo con otros muchos. Su vida estuvo casi siempre relacionada con la ciudad burgalesa. Consiguió del rey un hábito de la Orden de Santiago en 1653. En 1680 tenía el cargo de consejero de Hacienda. Pidió el consentimiento real para casarse con su sobrina, Mariana de Meñaca de la Hoz. Más tarde casó con Francisca Gallardo. En 1708 empezó a trabajar como censor de comedias, en alguna ocasión incluso de las suyas propias. Sostuvo amistad con el también dramaturgo Francisco de Bances Candamo. 
Su carrera literaria fue muy tardía. Su primera comedia fue José, salvador de Egipto, documentada en 1703. A raíz de inicio tan tardío en el mundo de las letras se supone que puede existir una confusión entre un político y un escritor emparentados y homónimos, el uno —el político, nacido en 1622 y muerto en fecha desconocida- más viejo que el otro —el escritor, nacido no sabemos cuándo y muerto en 1714. El montañés Juan Pascual, que es una versión de El villano en su rincón de Lope de Vega, fue escrita antes de 1709. En ella se inspiraron el Duque de Rivas (Una antigualla de Sevilla) y José Zorrilla (El zapatero y el rey)
Escribió sobre todo comedias religiosas e históricas, muchas de ellas de bastante interés. El castigo de la miseria se funda en la novela homónima de María de Zayas, que a su vez se inspiró en El casamiento engañoso, novena de las Novelas ejemplares de Miguel de Cervantes; otras son El descubrimiento de las Batuecas, Origen y fundación de la Orden de Calatrava, El encanto del olvido y El villano del Danubio y el buen juez no tiene patria, una obra de contenido político basada sobre la trama de El mejor alcalde, el rey de Lope de Vega. También se le debe una famosa comedia burlesca, Los disparates de Juan de la Encina, estrenada en Madrid en 1714 y que es posiblemente su última obra; en ella se parodia La dama boba de Lope de Vega.
En colaboración escribió comedias con Pedro Francisco de Lanini y Francisco Bances Candamo, y refundió piezas de Luis Vélez de Guevara y Francisco de Rojas Zorrilla. También destacó en el género del entremés con piezas como El invisible, inspirada en un paso de Lope de Rueda y un entremés de Pedro Francisco de Lanini, que encierra una lección moral contra los maridos celosos que torturan continuamente a sus mujeres, Los toros de Alcalá, un cuadro de costumbres en torno a los que acuden a la fiesta a esa ciudad y en el que aparecen dos personajes raros en el género, el torero y la mujer preñada, y La ronda del entremés, que es una refundición de una mojiganga de Vicente Suárez de Deza.

## Obras
- El castigo de la miseria
- El villano del Danubio y buen juez no tiene patria
- Josef, salvador de Egipto
- El montañés Juan Pascual y primer asistente de Sevilla
- El descubrimiento de las Batuecas
- Origen y fundación de la Orden de Calatrava
- El encanto del olvido
- Los disparates de Juan de la Encina (comedia burlesca)
- El invisible (entremés)
- Los toros de Alcalá (entremés)
- La ronda del entremés (entremés)